# Platysenta ruthae
Platysenta ruthae är en fjärilsart som beskrevs av William Schaus 1923. Platysenta ruthae ingår i släktet Platysenta och familjen nattflyn. Inga underarter finns listade i Catalogue of Life.